# Lionel Sackville-West (3e baron Sackville)
Pour les articles homonymes, voir Sackville-West, Sackville et West.
Lionel Edward Sackville-West, 3e baron Sackville (15 mai 1867 - 28 janvier 1928), est un pair britannique.

## Biographie
Il est le fils de William Edward Sackville-West, sixième fils de George Sackville-West (5e comte De La Warr) et Lady Elizabeth Sackville. Sa mère est Georgina, fille de George Dodwell. Il hérite de la baronnie en 1908 à la mort de son oncle, le diplomate Lionel Sackville-West (2e baron Sackville). En avril 1912, Lord Sackville est nommé sous-lieutenant de Kent. Il épouse en 1892 sa cousine germaine Victoria Sackville-West (1862-1936), fille illégitime du deuxième baron, en 1890. Leur fille est la romancière et poète Vita Sackville-West.